# Sphecodes japonicus
Sphecodes japonicus är en biart som beskrevs av Cockerell 1911. Sphecodes japonicus ingår i släktet blodbin, och familjen vägbin. Inga underarter finns listade i Catalogue of Life.